# Ian Stark
Ian Stark (n. 22 februarie 1954, Galashiels⁠(d), Scoția, Regatul Unit) este un sportiv ce a reprezentat Regatul Unit al Marii Britanii și al Irlandei de Nord, medaliat olimpic. A participat la 5 ediții ale Jocurilor Olimpice (1984, 1988, 1992, 1996, 2000) în care a câștigat o medalie de argint.